# 小国町立小国中学校 (山形県)
小国町立小国中学校（おぐにちょうりつ おぐにちゅうがっこう）は、山形県西置賜郡小国町にある公立中学校。

## 概要
小国町中心部の明沢川沿いに位置する中学校で、付近には町民総合体育館やおぐに開発総合センターなどの公共施設が密集している。
2006年から2013年にかけて、小玉川中、玉川中、白沼中、北部中、計4つの中学校を統合した。隣接する山形県立小国高等学校と連携型の一貫教育を行っている。
校舎前にはカリヨンが置かれている。創立50周年を迎えた1997年に記念として設置されたもので、中原企画設計が設計した。

## 沿革
- 1947年（昭和22年）
  - 4月1日 - 小国町立小国中学校として、小国小学校に開校[4]。
  - 校章を制作[5]。
- 1949年（昭和24年）
  - 6月22日 - 大字岩井沢719番地に校舎を落成し、移転[6][3]。
  - PTAを結成[3]。
- 1950年（昭和25年）5月 - 校歌と校旗を制定[3]。
- 1955年（昭和30年）12月 - 鉄骨造2階建ての校舎を落成[3]。
- 1957年（昭和32年）12月 - 鉄骨造の体育館を落成[3]。創立10周年記念式典および体育館竣工式を開催[7]。
- 1971年（昭和46年）3月 - 応援団旗を樹立[3]。
- 1977年（昭和52年）5月 - 新校舎を落成[8][1]。
- 1980年（昭和55年）8月 - 日本式庭園を設置[3]。
- 1986年（昭和61年）7月 - 後援会を再発足[3]。
- 1994年（平成6年）
  - 1月 - コンピュータ実習室を設置[3]。
  - 3月 - 新体育館を落成[3]。
- 1996年（平成8年）4月 - 明るく楽しい学校推進校に指定[3]。
- 1997年（平成9年）
  - 1996年度から1998年度卒業生より、校旗を寄贈される[3][9]。
  - 6月 - 創立50周年記念として、カリヨンを設置[3]。
- 1998年（平成10年） - 県より中高一貫教育実践協力校に指定[10]。
- 2001年（平成13年）4月 - 連携型中高一貫教育を開始。文部科学省より研究開発学校に指定[3]。
- 2006年（平成18年）4月1日 - 玉川中学校と小玉川中学校を統合[11]。
- 2012年（平成24年）4月1日 - 白沼中学校を統合[12]。
- 2013年（平成25年）4月1日 - 北部中学校を統合[13]。
- 2018年（平成30年）11月 - 日本学校体育研究連合会より、平成30年度全国学校体育研究優良校を受賞[14][15]。
- 2019年（令和元年） - 保小中高一貫教育を開始[16]。

## 部活動

### 運動部
- 野球部
- サッカー部
- 陸上部
- 卓球部
- 女子ソフトテニス部
- 柔道部
- 剣道部

### 文化部
- 吹奏楽部
- 美術部
- バレークラブ

## 施設概要
主な施設。面積は延床面積を記載。
- 校舎
  - 教室棟（471 m2） - 1975年3月竣工の鉄筋コンクリート造3階建て[1]
  - 教室棟（918 m2） - 1977年5月竣工の鉄筋コンクリート造3階建て[1]
  - 管理教室棟（907 m2） - 1976年5月竣工の鉄筋コンクリート3階建て[1]
  - 管理教室棟（1,713 m2） - 1977年3月竣工の鉄筋コンクリート造3階建て[1]
- 体育館（1,341 m2） - 1994年3月竣工の鉄骨造2階建て[1]
- 校庭
- テニスコート

旧耐震基準で建設された校舎は、2012年に耐震補強工事を行っている。

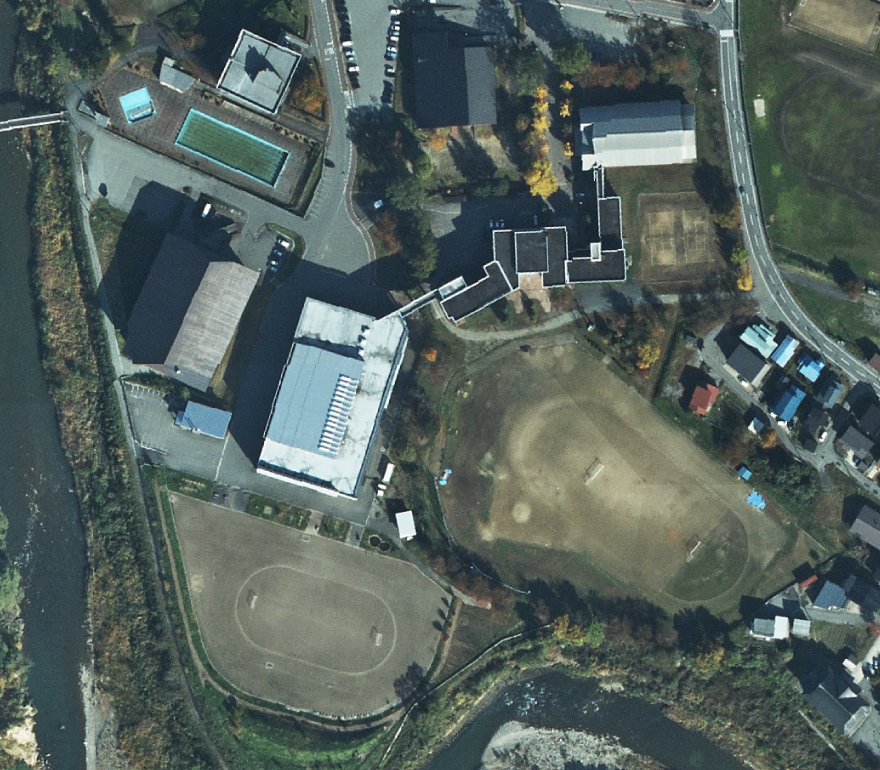
小中学校の空中写真。右が中学校である。

## 学区
- 小国町
  - 大字小国小坂町、大字小国町、大字栄町、大字岩井沢、大字兵庫舘、大字緑町、大字東原、大字あけぼの、大字町原、大字松岡、大字朝篠、大字芹出、大字北、大字田沢頭、大字湯の花、大字西、大字幸町、大字増岡、大字大宮、大字宮の台、大字小渡、大字伊佐領、大字綱木箱ノ口、大字小倉、大字大滝、大字新原、大字杉沢、大字種沢、大字黒沢、大字貝少、大字若山、大字針生、大字新屋敷、大字古田、大字金目、大字舟渡、大字尻無沢、大字網代瀬、大字今市、大字松崎、大字栃倉、大字玉川、大字足野水、大字片貝、大字中田山崎、大字玉川中里、大字市野沢、大字百子沢、大字足水中里、大字菅沼、大字滝倉、大字樽口、大字小玉川、大字泉岡、大字沼沢、大字白子沢、大字越中里、大字長沢、大字樋ノ沢、大字中島、大字焼山、大字荒沢、大字折戸、大字入折戸、大字驚、大字太鼓沢、大字小股、大字五味沢、大字石滝

出典：

## 進学前小学校
- 小国町立小国小学校[17]

## アクセス

### 鉄道
- 東日本旅客鉄道（JR東日本）米坂線 - 小国駅から徒歩約8分

### バス
- 「中学校前」バス停（小国町営バス）から徒歩すぐ

## 周辺
- 明沢川
- 平等寺
- 小国町町民総合体育館
- おぐに開発総合センター
- 小国町立小国小学校

## 著名な出身者
- 神幸勝紀 - 大相撲力士[18]